# Chevrolet Constantia
Pour les articles homonymes, voir Constantia.
La Chevrolet Constantia est une automobile commercialisée par Chevrolet en Afrique du Sud de 1969 à 1978.

## Première série
La première série de Chevrolet Constantia a été mise en vente en mai 1969, avec la Kommando moins cher. Elle était basée sur la berline australienne Holden Brougham à quatre portes, mais comportait un traitement frontal unique. Les changements de style été entrepris dans les studios General Motors à Port Elizabeth en Afrique du Sud et le modèle été produit localement. La Constantia était offerte avec un six cylindres de 4,1 litres et un V8 de 5,0 litres. 843 ont été vendues en 1969, suivis de 750 en 1970 et 800 en 1971.

## Série AQ
La Constantia série AQ a été introduite en 1972 et était basée sur un autre design australien, la Statesman HQ. Encore une fois, le style frontal était différent du modèle australien, cette fois avec une calandre unique basée sur la Chevrolet Malibu de 1970. La Constantia série AQ était offerte avec un six cylindres de 4,1 litres et un V8 de 5,0 litres. Les enjoliveurs provenaient de la Chevelle Malibu nord-américaine de 1971-1972.

## Série AJ
La Constantia série AJ révisée été commercialisée en Afrique du Sud de 1975 à 1978. Elle été offerte en berline quatre portes, basée sur la Statesman HJ et en break cinq portes, basé sur l'Holden HJ break. La série AJ était offerte avec un six cylindres de 4,1 litres et un V8 de 5,0 litres. Une version plus luxueuse été vendue sous le nom de Chevrolet Caprice Classic.

## Ventes
Ce sont les chiffres de vente sud-africains officiels.
| Année           | 1969 | 1970 | 1971 | 1972 | 1973 | 1974 | 1975 | 1976 | 1977 | 1978 |
| --------------- | ---- | ---- | ---- | ---- | ---- | ---- | ---- | ---- | ---- | ---- |
| 1ère série      | 843  | 750  | 800  | ?    |      |      |      |      |      |      |
| AQ              |      |      |      | ?    | 1919 | 1167 | ?    |      |      |      |
| AJ              |      |      |      |      |      |      | ?    | 1149 | 690  | 173  |
| Caprice Classic |      |      |      |      |      |      | 135  | 306  | 197  | 222  |